# Syzygium triplinervium
Syzygium triplinervium är en myrtenväxtart som beskrevs av Johannes Elias Teijsmann och Simon Binnendijk. Syzygium triplinervium ingår i släktet Syzygium och familjen myrtenväxter.
Artens utbredningsområde är Java. Inga underarter finns listade i Catalogue of Life.